# Stazione di Lomazzo
Stazione di Lomazzo vasútállomás Olaszországban, Lombardia régióban, Lomazzo településen.

## Vasútvonalak
Az állomást az alábbi vasútvonalak érintik:
- Como–Saronno-vasútvonal

## Kapcsolódó állomások
A vasútállomáshoz az alábbi állomások vannak a legközelebb:
- Stazione di Rovellasca-Manera
- Stazione di Caslino al Piano